# Loka (hinduizem)
Loka je sanskrtski izraz, ki pomeni svet.
Loka je v hinduizmu raven zavesti in svetovno območje v vesolju, ki ga sestavljajo trije svetovi Triloke: podzemni svet (Patale, Narake), osrednji svet (Bhurloka) in nebo. Zadnja dva sestavljata ztgornji svet in sta razdeljena v sedem Lok:
- Bhurloka
- Bhuvarloka
- Svarloka
- Maharloka
- Džanarloka
- Tapoloka
- Satjaloka

Včasih prištevajo sem tudi Goloko. Prve tri Loke bodo ob koncu uničene, ostale  pa so neminljive. 